# Mestre de Obra para a Coroa da Escócia
O Mestre de Obra para a Coroa da Escócia era o responsável pela construção, reparação e manutenção dos palácios reais, castelos e outros bens da coroa na Escócia. Os principais edifícios eram; Holyroodhouse; o Castelo de Edimburgo; o Castelo de Stirling; Palácio de Linlithgow, e o Palácio de Falkland. A posição era mais ou menos equivalente ao de topógrafo de Trabalho do rei da Casa Real Inglesa. O surgimento da posição reflete uma mudança na responsabilidade dos pedreiros, ou administradores em ordens sagradas, para os designers com pouco conhecimento prático de cantaria. Detentores anteriores do cargo eram muitas vezes cortesãos: James Hamilton de Finnart era parente do rei, John Scrymgeour era um especialista em heráldica; enquanto William Schaw, um administrador, foi uma figura-chave no desenvolvimento da Maçonaria, em si um 'ofício' tendo pouco a ver com a construção. Titulares posteriores preencheram um papel semelhante ao de arquitetos no sentido moderno. Alguns mestres eram artesãos; Robert Robertson, que era mestre de obra no Castelo de Stirling, após a execução do aristocrata Hamilton de Finnart, era um carpinteiro. Durante o reinado de Jaime V também foi o principal Mestre Wright ou carpinteiro, John Drummond de Milnab, e, assim como obras de construção estava preocupado com a artilharia e sua logística.
No século XV, um Mestre de Obras seria nomeado para supervisionar um projeto individual de construção, tais como um novo palácio, ou a reconstrução de um antigo. Assim, os registros do erário identificam vários titulares de cargos que podem ser considerados como contadores ao invés de arquitetos. No século XVI, durante o reinado de Jaime V, a nomeação de um Diretor Mestre de Obras começou, com a responsabilidade global para todas as obras do rei. A nomeação era normalmente para a vida. Após a morte de James Smith, em 1714, o cargo tornou-se uma sinecura, com um salário de £400, e após diminuiu em importância. Em 1808, Robert Reid foi nomeado Arquiteto e Supervisor ao Rei da Escócia, e ele tornou-se Mestre de Obras após a morte de James Brodie em 1824. No entanto, em 1831, o Gabinete da Escócia de Obras fundiu-se com o Gabinete Inglês de Obras, e quando Reid se aposentou em 1840, ele não foi substituído. O Gabinete de Obras foi mais tarde reconstituído como o Ministério das Obras.

## Principais Mestres de Obras para a Coroa da Escócia
As datas indicadas são as de sua nomeação. Estas nomeações foram feitas mediante a emissão de um mandado inscrito no Registo do Selo Privado.
- 1529: Sir James Nycholay, ou Nicolson, Mestre de Obras no Castelo de Stirling.
- 1537: John Scrymgeour
- 1539: Sir James Hamilton de Finnart
- 1541: Robert Robertson (Principal mestre no Castelo de Stirling)
- 1543: John Hamilton de Milneburn
- 1579: Sir Robert Drummond de Carnock
- 1583: William Schaw
- 1602–1607: Sir David Cunningham de Robertland, também Supervisor das Obras do Rei da Inglaterra, 1604–1606.[3]
- 1607–1634: Sir James Murray de Kilbaberton

- 1615: Walter Murray (Assistant Master of Works)

- 1629–1637: Sir Anthony Alexander

- 1632: William Govane de Cardrona e James Murray Jr. (Assistentes Mestres de Obras)

- 1637–1641: Henry Alexander, 3º Conde de Stirling
- 1641: Sir John Veitch of Dawyck
- 1643–1644: John Carmichael
- 1645–1649: Sir David Carmichael de Hyndford
- 1649: Sir Robert Montgomery
- 1660–1668: Sir William Murray de Dreghorn

O cargo estava desocupado desde 1668–1671.
- 1671–1678: Sir William Bruce de Balcaskie, Baronete
- 1678–1683: David Maitland (como Mestre de Obras)
- 1683–1788: James Smith
- 1689–1700: Sir Archibald Murray de Blackbarony, Baronete
- 1700–1704: James Scott de Logie
- 1704–1705: Sir Francis Scott de Thirlestane
- 1705–1714: John Campbell de Mamor
- 1705–1717: John Urquhart de Meldrum
- 1707–1714: James Smith (posição renovada)
- 1717–1743: Sir John Anstruther de Anstruther
- 1743–1761: George Dundas
- 1761–1764: William Stewart de Hartwood
- 1764–1768: James Duff, do Middle Temple, em Londres
- 1768–1809: O tenente-coronel James Pringle
- 1809–1824: James Brodie de Brodie
- 1824–1840: Robert Reid